# Cyrhlica
Der Cyrhlica ist ein Berg in den polnischen Pogórze Gubałowskie, einem Gebirgszug der Pogórze Spisko-Gubałowskie, mit 896 Metern Höhe über Normalnull.

## Lage und Umgebung
Der Cyrhlica liegt im Hauptkamm der Gubałówka.

## Tourismus
Der Gipfel ist von allen umliegenden Ortschaften leicht erreichbar. Er liegt auf dem Gebiet des Ortes Chochołów. Er liegt außerhalb des Tatra-Nationalparks.